# 谢格罗特
谢格罗特（德語：Scheggerott）是德国石勒苏益格－荷尔斯泰因州的一个市镇。总面积6.32平方公里，总人口361人，其中男性194人，女性167人（2011年12月31日），人口密度57人/平方公里。